# Liste antiker Stätten
Die Liste antiker Stätten umfasst historische Städte, Orte, Heiligtümer und Ausgrabungsstätten antiker und altorientalischer Kulturen im Mittelmeerraum, den römischen Provinzen und im Vorderen Orient (Mesopotamien); auch Afrika, Indien und weitere Gebiete mit ihren unterschiedlichen ursprünglichen, eigensprachlichen, antiken, griechischen und lateinischen Bezeichnungen, sowie späteren und dem heutigen Namen, soweit noch existent, gehören hierher. Diese Liste ist eine Konkordanz.
- Die Namen sollten nach dem Alter aufgeführt werden – ursprüngliche zuerst, dann alle historischen Namen.
- Soweit die Orte heute noch existieren, sollte ihr moderner Name in Klammern angegeben werden.

Beispiel: Beroe, Boruj, Vereja, Irinopolis, Eski Sagra, Stara Zagora (Stara Sagora)
- Links bitte nicht verstecken. Beispiel: Apollonia (Albanien).
- Verlinkt werden die eigentlichen Artikel, redirs bitte nicht verlinken.
- Gibt es zu altem und modernem Namen einen Artikel, natürlich beide verlinken.

Für eine wesentlich vollständigere alphabetische Liste siehe Liste antiker Ortsnamen und geographischer Bezeichnungen

## Afghanistan
- Ai Khanoum (Aï Khānum)
- Begram
- Bamiyan (Buddha-Statuen von Bamiyan)
- Hadda (Afghanistan)
- Mes Aynak
- Surch Kotal
- Tilla Tepe

## Ägypten
- Abydos (Ägypten)
- Alexandria
- Amarna
- Assuan
- Auaris, Avaris, Qantir und Tell el-Dab῾a
- Dedwen
- Dendera
- Djoser-Pyramide
- Edfu
- Gizeh
- Herononpolis, Heroonpolis, (Tell el-Maschukah), Pi-Thum (Pa-Thom)
- Kanopos, Kanobos, Kanopus (Ägypten), Canopus
- Luxor, Karnak, Tal der Könige
- Meidum
- Memphis (Ägypten)
- Menouthis
- Naukratis
- Oxyrhynchos
- Paraetonion, Paraetonium, (Marsa Matruh)
- Qasr Dusch
- Rote Pyramide
- Sakkara
- Tanis
- Thonis, Herakleion (Ägypten)
- Theben (Ägypten)

## Äthiopien
- Aksum
- Asbäri
- Masäl
- Nora (Äthiopien)
- Yeha

## Albanien
- Albanopolis, vermutlich in der Nähe von Kruja, siehe Zgërdhesh
- Amantia (Illyrien)
- Antigonea im Drinos-Tal, siehe auch: Gjirokastra
- Antipatraea (Berat)
- Appolonia Epidauron, Apollonia (Albanien)
- Aulona, Aulon (Vlora)
- Buthroton (Butrint)
- Byllis
- Dyrrachion, Epidamnos (Durrës)
- Lissos, Alessio (Lezha)
- Mesopotam
- Oricum (Pashaliman)
- Phoinike
- Onchesmos (Saranda)
- Scampa
- Shkodra (Scodra)

## Algerien
- Hippo Regius (Beleb-el-Anab, Annaba, Bône)
- Iol, Caesarea Mauretaniae (Cherchell)
- Wadi-Skiffa-Clausura
- Wadi-Skiffa-Clausura (Süd)
- Kastell Tillibari
- Praesidium Si Aioun
- Kleinkastell Bir Mahalla
- Kleinkastell Tisavar
- Centenarium Tibubuci
- Kleinkastell Ksar Chetaoua
- Kleinkastell Bezereos
- Kleinkastell Henchir Krannfir
- Kleinkastell Ksar Tabria
- Kleinkastell Benia Guedah Ceder
- Tebaga-Clausura
- Kleinkastell Henchir el-Hadjar
- Kleinkastell Henchir Temassine
- Kleinkastell Henchir Mgarine

## Armenien
- Teišebai URU (Kamir Blur)

## Bosnien und Herzegowina
- Ad Salinas (Tuzla)
- Argentaria (Srebrenica)
- Bigeste (Ljubuški)
- Delminum (Tomislavgrad)
- Servitium, Σερβίτιον (Serbition), Σέρβινου (Serbinou), (Gradiška)

## Bulgarien
- Anchialos (Pomorie)
- Apollonia Pontica (Sosopol)
- Aquae Calidae (Thrakien), Thermopolis, Thema (Burgas)
- Beroe, Boruj, Vereja, Irinopolis, Eski Sagra, Stara Zagora (Stara Sagora)
- Bizone (Kawarna)
- Deultum (Burgas)
- Dionysopolis (Baltschik)
- Durostorum (Silistra)
- Kabyle, Cabyle (Kabile) bei Jambol
- Marcianopolis bei Dewnja
- Mesembria, Mesambria, Menabria (Nessebar)
- Navlohos (Obsor)
- Odessos (Warna)
- Philippopolis, Evmolpia, Pulpudeva, Trimontium (Plowdiw)
- Serdica (Sofia)

## Deutschland
- Apud Aram Ubiorum, Colonia Claudia Ara Agrippinensium (Köln)
- Aquae (Baden-Baden)
- Aquae Granni (Aachen)
- Arae Flaviae (Rottweil)
- Asciburgium (Moers-Asberg)
- Augusta Treverorum (Trier)
- Augusta Vindelicum (Augsburg)
- Bonna (Bonn)
- Borbetomagus bzw. Civitas Vangionum (Worms)
- Brigobanne (Hüfingen, Huivinga)
- Burginatium (Kalkar-Altkalkar)
- Buruncum (Worringen)
- Cambodunum (Kempten (Allgäu))
- Castra Regina, Ratisbona (Regensburg)
- Colonia Ulpia Traiana und Tricensimae (Xanten)
- Colonia Claudia Ara Agrippinensium (Köln)
- Confluentes (Koblenz)
- Divitia (Köln-Deutz)
- Durnomagus (Dormagen)
- Gelduba (Krefeld-Gellep-Stratum)
- Harenatium (Kleve-Rindern)
- Icorigium (Jünkerath)
- Iuliacum (Jülich)
- Kastell Saalburg (Saalburg)
- Lopodunum (Ladenburg)
- Mogontiacum (Mainz)
- Novaesium (Neuss-Gnadental)
- Nida (römische Stadt) (Frankfurt-Heddernheim)
- Noviomagus Nemetum, Civitas Nemetum (Speyer)
- Noviomagus Treverorum (Neumagen-Dhron), bei Trier, Rheinland-Pfalz
- Porcetum (Burtscheid)
- Quadriburgium (Bedburg-Hau-Qualburg)
- Rigomagus (Remagen)
- Servinodurum, Sorviodorum (Straubing)
- Sumelocenna (Rottenburg am Neckar)
- Tabernae (Rheinzabern)
- Tolbiacum (Zülpich)
- Trepitia (Alpen-Drüpt)
- Tricensimae, bei Xanten
- Vetera, bei Xanten

## Föderierte Staaten von Mikronesien
- Nan Madol (Bundesstaat Pohnpei)

## Frankreich
- Aginum (Agen)
- Alalia auf Korsika
- Andemantunum (Langres)
- Antipolis (Antibes)
- Aquae Sextiae (Aix-en-Provence)
- Arausio (Orange)
- Arelate (Arles)
- Argentoratum (Straßburg)
- Augustobona (Troyes)
- Augustodunum (Autun)
- Augustodurum (Bayeux)
- Baeterrae (Béziers)
- Cabillonum (Chalon-sur-Saône)
- Caesarodunum (Tours)
- Carcaso (Carcassonne)
- Cenabum Aureliani (Orléans)
- Cemenelum Cimiez (heute Nizza)
- Durocortorum (Reims)
- Forum Iulii (Fréjus)
- Gesocribate (Brest)
- Iuliomagus (Angers)
- Lugdunum (Lyon)
- Lugdunum Convenarum Saint-Bertrand-de-Comminges
- Lutetia Parisorum (Paris)
- Massilia (Marseille)
- Narbo bzw. Colonia Narbo Martius (Narbonne)
- Nemausus (Nîmes)
- Nikaïa, Nicaea, (Nice/Nizza)
- Noviomagus Lexoviorum (Lisieux, Calvados)
- Portus Namnetum (Nantes)
- Rotomagus (Rouen)
- Segodunum (Rodez)
- Suindinum (Le Mans)
- Tolosa (Toulouse)
- Valentia (Valence)
- Vienna (Vienne)

## Georgien
- Dioscurias (Sochumi)
- Gyenos, Kolchis
- Lasika
- Phasis, Kolchis
- Vani (Wani)

## Griechenland
- Abdera
- Aptera
- Achaia
- Achaia Phthiotis (Phthiotis)
- Agios Vasilios (Lakonien)
- Aigai (Vergina)
- Aigeira
- Amphiareion
- Amphipolis, Amphypolis
- Anastasioupolis-Peritheorion, in Thrakien
- Argos (Stadt)
- Argoura, Xeropolis (Lefkandi) auf Euböa
- Asine (Kastraki)
- Astypalaia (Kos), (Kephalos) auf Kos
- Athen
- Apollonia Mygdoniorum auf Chalkidiki, südl. Bolbe-See
- Bassae, Apollontempel bei Bassae (Bassae)
- Brauron
- Chaironeia
- Chalkis, Chalcis (Chalkida) auf Euböa
- Datos, Philippi (Krenides)
- Delos
- Delphi
- Dikaia, (Dicaea)
- Dion
- Dodona
- Doriskos (Trainopolis) bei Ferai
- Eion am Strymon
- Eleusis
- Elis (Stadt)
- Eordea
- Epidauros
- Eretria auf Euböa
- Galepsos (Chalkidike), auch Gale
- Galepsos (Thasische Peraia)
- Gla (Fundstätte in Boiotien)
- Haliartos
- Helike
- Hephaisteia auf Limnos
- Herakleia Sintike (Heraclea Sintica) in Thrakien
- Heraklion (Iraklio, Candide) auf Kreta
- Ialysos (Rhodos)
- Ismaros (Ismaron, Maroneia)
- Kakovatos
- Kalamianos
- Kalauria
- Kalydon (Ätolien)
- Kamiros
- Kassope
- Kato Zakros
- Knossos
- Korinth
- Koroneia
- Krenides (heute Dorf Krinides), Datos, Philippi bei Kavala
- Kyme auf Euböa (siehe Kymi (Griechenland))
- Leuktra
- Lindos
- Mantineia (Stadt)
- Megalopolis (Arkadien), (Megalopoli)
- Mesambria (Thrakien) (Mesembrie) in Westthrakien an der nördlichen Ägäis-Küste nahe dem Struma (Fluss)
- Midea
- Mykene
- Mystras
- Neapolis (Christoupolis, Kavala)
- Neapolis, griechische Kolonie auf Chalkidiki
- Nemea
- Nichoria
- Olympia (Griechenland)
- Olynth
- Onchestos
- Orchomenos
- Orraon
- Othrys
- Pandosia (Epirus)
- Panormos auf Kefalonia
- Panormos auf Mykonos
- Panormos, Bucht an der Westküste von Kalymnos
- Panormos, Hafen an der Ostküste von Attika
- Panormos in Achaia
- Panormos in Epirus
- Panormos (Kreta)
- Panormos (Kykladen) Bucht von Panormos auf Tino
- Passaron
- Plataiai
- Pleuron (Aitolien)
- Pella (Pella)
- Phaistos
- Philippopolis (Theben (Thessalien))
- Phleius
- Phylake
- Pistyros
- Poliochni auf Limnos
- Potidaia
- Pydna
- Pylos (für das mykenische Pylos siehe Palast des Nestor)
- Rhodos
- Sikyon
- Singos
- Sparta
- Stagira auf Chalkidiki
- Sounion
- Tegea, Nikli
- Teichos Dymaion
- Theben (Böotien)
- Thera (Santorin)
- Thermos am Trichonida-See in Ätholien-Arkananien
- Thespiai (Thespiae)
- Tiryns
- Trikka (Trikala)
- Vergina

Siehe auch: Liste ionischer Stadtgründungen

## Großbritannien
- Aquae Sulis, Aquae Calidae, Aquae Solis (Bath)
- Ratae Corieltavorum (Leicester)
- Corinium Dobunnorum (Cirencester)
- Isca Dumnoniorum (Exeter), Cornwall
- Isca Silurum (bei Caerleon), Wales
- Iscalis (bei Ptolemaius, in Civitas Belgarum, noch nicht lokalisiert)
- Maridunum (Carmarthen), Wales
- Noviomagus Cantiacorum (Crayford, Kent)
- Noviomagus Regnorum oder Noviomagus Regnensium (Chichester), West Sussex
- Venta Silurum (Caerwent), Wales
- Venta Belgarum (Winchester)

## Indien
- Dholavira (Indus-Kultur)
- Lothal (Indus-Kultur)
- Bharhut (Buddhismus)
- Sanchi (Buddhismus)
- Sarnath (Buddhismus)

## Irak
- Aššur
- Babylon
- Eridu
- Eschschu
- Kiš
- Larsa
- Nimrud (Kalchu, Kalach, Kalah)
- Ninive
- Ur (Stadt)
- Uruk (Unug, Warka, Orchoë, Erech), Eanna

## Iran
- Anschan
- Bastam
- Bischapur
- Dalmā Tepe
- Ekbatana, Hangmatana, Agbatana, (Hamadan)
- Firuzabad
- Godin Tepe
- Haft Tepe
- Hadschi Firuz Tepe
- Hasanlu
- Hekatompylos
- Herat
- Hidula
- Isfahan
- Istachr
- Kabul
- Kar Arruken
- Madaktu
- Merw
- Nehawand
- Nisa
- Pasargadae
- Persepolis
- Rāmhormoz
- Rey
- Schahr-e Suchte
- Susa
- Tacht-e Suleiman
- Tall-i Bakun
- Tappe Sialk
- Tepe Yahya
- Tschogha Zanbil
- Tūs

## Israel und Palästina
- Apollonia (Judäa), Arzur, Arsuf, Herzlia
- Askalon
- Caesarea Maritima (Kaisarija)
- Caesarea Philippi (Banyas)
- Gat, (Tell es-Safi)
- Gaza
- Gezer, Gazara
- Hebron
- Jericho
- Jerusalem
- Kadesch-Barnea, En el-Quderat
- Kadytis (Gazastreifen)
- Lachisch
- Masada
- Megiddo
- Samaria (Sebaste, Sebastia, Sebastiya, Sebastiyeh, Sebastos, Sebustiyeh, Shamir, Shomeron, Shomron)
- Schiloach (Silwan)
- Sepphoris
- Sichem (Nablus)
- Tiberias
- Tirza (Tell el-Fārʿa)

## Italien
- Adria
- Agyrion, Agirium (Agira)
- Akragas, Agrigentum, Kerkent, Gergent, Girgenti, Grigent (Agrigent)
- Albingaunum, Album Ingaunum (Albenga)
- Antium (Anzio)
- Aquileia
- Aretium (Arezzo)
- Assorus (Assoro)
- Volsinii Novi (Bolsena)
- Brixia (Brescia)
- Brentesion, Brundisium, (Brindisi)
- Caere (Cerveteri)
- Capua (Santa Maria Capua Vetere)
- Casilinum (Capua)
- Cava d’Ispica
- Clusium, Camars, Clevsin, Chiusi
- Corito (Cortona)
- Cumae, Kyme, Cuma
- Dikaiarcheia, Puteoli (Pozzuoli)
- Elea, Velia
- Eloro
- Falerii (Civita Castellana)
- Gela
- Gnathia (Stadt), Egnatia, Ignatia, Gnatia (Egnazia)
- Halaesa
- Herakleia, Heraclea (Lukanien)
- Herakleia Minoa
- Herculaneum
- Himera
- Hipponium (Vibo Valentia)
- Iguvium (Gubbio)
- Kamarina
- Katane (Catania)
- Kaulon, Kaulonia, Caulonia
- Kroton (Crotone)
- Lakinion bei Crotone
- Leontinoi (Lentini)
- Lokroi Epizephyrioi (Locri)
- Megara Hyblaea
- Metapont, Metapontion, Metapontium (Metaponto)
- Monopoli
- Morgantina
- Mozia
- Naxos (Sizilien) (Giardini-Naxos)
- Nora (Italien) (auf Sardinien)
- Norchia
- Oplontis (Torre Annunziata)
- Ostia Antica
- Paestum
- Panormos (Palermo) Sizilien
- Pantalica (Nekropole von Pantalica)
- Partenope, Neapolis (Neapel)
- Perusia (Perugia)
- Pithekoussai auf Ischia
- Pompeji
- Punta di Zambrone
- Pupluna, Fufluna (Populonia)
- Rhegion, Regium (Reggio Calabria)
- Roca Vecchia
- Roma (Rom)
- Segesta
- Selinous, Selinus, Selinunt (Selinunte)
- Solunt
- Spina (Stadt)
- Stabiae
- Sybaris
- Syrakus (Siracusa)
- Taormina
- Taras, Taranto, Tarentum (Tarent)
- Tarquinia
- Taurianum (Palmi)
- Tetrapyrgium
- Thapsos
- Tharros (Sardinien)
- Tibur (Tivoli (Latium))
- Veji, Veii (Veio)
- Volsinii, Velzna (Orvieto)
- Volterra
- Vulci
- Zancle, Messana (Messina)

## Jemen
- Ma'rib
- Sanaa
- Sirwah

## Jordanien
- Gadara (Umm Qais)
- Gadara (Peräa)
- Petra (Sela, Reqem, Reqmu oder Rakmu)

## Kroatien
- Ad Fines (Topusko)
- Ad Militare (Batina)
- Ad Novas (Zmajeva)
- Ad Novas (Imotski)
- Cornacum
- Ad Turres (Crikvenica)
- Aenona (Nin)
- Albona (Labin)
- Andetrium (Muć)
- Antianae (Popovac)
- Aspalathos (Split)
- Apsoros (Osor)
- Aqua Balissae (Daruvar)
- Aquama (Čakovec)
- Arausa (Vodice (Dalmatien))
- Arbe (Rab)
- Arupenum, Arupium (Prozor)
- Avendum (Kompolje)
- Barbana (Barban)
- Burgus Bač-Bács
- Blandona
- Brattia (Brač)
- Buie (Buje)
- Burnum (Knin)
- Calamotta (Koločep)
- Castrum Grisiniana (Grožnjan)
- Castrum Rubini (Rovinj)
- Castrum Vallis (Bale)
- Cerreto (Cerovlje)
- Cetin (Cetingrad)
- Certissa (Đakovo)
- Cibalae (Vinkovci)
- Colentum (Murter)
- Corcyra Nigra (Korčula)
- Cuccium
- Curicta (Krk)
- Dilian (Višnjan)
- Emonia (Novigrad)
- Epidaurum (Cavtat)
- Fianona (Plomin)
- Fortica (Karlobag)
- Fulfinium (Omišalj)
- Gradina (Slano)
- Issa (Vis)
- Incerum (Požega)
- Iulia Parentium (Poreč)
- Jasi (Slavonski Brod)
- Kaštela (Kaštela)
- Korkyra Melaina (Lumbarda)
- Ladera (Zadar)
- Ladeston (Lastovo)
- Liburna (Rijeka)
- Liburnia (Lovran)
- Lisignano (Ližnjan)
- Marsonia (Slavonski Brod)
- Marzana (Marčana)
- Melita (Mljet)
- Metulum (Josipdol)
- Muccurum (Makarska)
- Mursa, Kastell Mursa (Osijek)
- Narona
- Nesactium
- Novalja
- Oeneum (Hrvatska Kostajnica)
- Onaeum (Omiš)
- Ortus Niger (Brtonigla)
- Parentium (Poreč)
- Petina (Pićan)
- Petrus (Petrinja)
- Pharos (Hvar)
- Plaski (Plaški)
- Pola (Pula)
- Promona
- Ragusa (Dubrovnik)
- Raparia, Bribir (Novi Vinodolski)
- Romula (Samobor)
- Rovigno (Rovinj)
- Salona (Solin)
- Scardona (Skradin)
- Sućuraj
- Senia (Senj)
- Siscia (Sisak)
- Stara Novalja
- Stridon
- Tarpano (Trpanj)
- Tarsatica (Trsat, heute Stadtteil von Rijeka)
- Teutoburgium
- Tilurium (Tilurij = Gardun bei Trilj)
- Tragurion (Trogir)
- Umago (Umag)
- Vallis Aurea (Požega)
- Vegium (Karlobag)
- Vicus Attinianum (Vodnjan)
- Vrlika
- Vukovo (Vukovar)

## Libanon
- Baalbek
- Berytos (Beirut)
- Byblos
- Sidon
- Tyros

## Libyen
- Apollonia
- Kyrene
- Leptis Magna
- Tripolis (Oea)
- Sabrata
- Centenarium Gasr Duib
- Kleinkastell Gasr Wames
- Kastell Mizda
- Kleinkastell Gheriat esh-Shergia
- Kleinkastell Gasr Bularkan
- Kleinkastell Gasr Banat
- Kastell Thenadassa
- Medina Ragda
- Auru
- Tentheos
- Kastell Cidamus

## Liechtenstein
- Kleinkastell Schaan
- Magia (möglicherweise Balzers oder Mäls)

## Luxemburg
- Ricciacum (Dalheim)

## Marokko
- Lixus
- Mogador (Essaouira, as-Sawirah)
- Tingis (Tanger)
- Volubilis

## Nord-Mazedonien
- Herakleia Lynkestis (Bitola)
- Lychnidos (Ohrid)
- Scupi (Skopje)
- Stobi

## Montenegro
- Olcinium (Ulcinj)

## Niederlande
- Ad Duodecimum (unbekannt), Gelderland
- Albaniana (Alphen aan den Rijn), Südholland
- Blariacum (Venlo-Blerick), Limburg
- Carvium (Rijnwaarden-Herwen und -Aerdt), Gelderland
- Carvo (Neder-Betuwe-Kesteren), Gelderland
- Caspingium (unbekannt), Südholland
- Castra Herculis (Arnhem-Meinerswijk), Gelderland
- Catualium (Heel), Limburg
- Ceuclum (Cuijk), Nordbrabant
- Coriovallum (Heerlen), Limburg
- Fectio (Bunnik-Vechten), Utrecht
- Flenio (unbekannt), Südholland
- Fletio (vermutlich Vleuten-De Meern), Utrecht
- Flevum (Velsen), Nordholland
- Laurium (Woerden), Utrecht
- Levefanum (Wijk bij Duurstede), Utrecht
- Lugdunum Batavorum (Katwijk-Brittenburg), Südholland
- Mannaricium (Buren-Maurik), Gelderland
- Matilo (Leiden-Roomburg), Südholland
- Mosa Trajectum (Maastricht), Limburg
- Nigrum Pullum (Alphen aan den Rijn-Zwammerdam), Südholland
- Praetorium Agrippinae (Valkenburg), Südholland
- Tablis (unbekannt), Südholland
- Traiectum (Utrecht), Utrecht
- Ulpia Noviomagus Batavorum (Nijmegen), Gelderland

## Österreich
- Aguntum
- Brigantium (Bregenz)
- Carnuntum
- Aelium Cetium (St. Pölten)
- Flavia Solva
- Iuvavum (Salzburg)
- Lauriacum (Lorch)
- Lentia (Linz)
- Ovilava (Wels)
- Stadt auf dem Magdalensberg, siehe auch Magdalensberg
- Sebatum (St. Lorenzen)
- Teurnia (Tiburnia), bei Spittal an der Drau
- Vindobona (Wien)
- Virunum

## Pakistan
- Mohenjo-Daro (Indus-Kultur)
- Harappa (Indus-Kultur)
- Taxila (Gandhara-Kultur)

## Portugal
- Abul
- Aeminium, später Conimbriga (Coimbra)
- Olisipo (Lissabon)
- Bracara Augusta (Braga)

## Rumänien
- Agighiol (Adzigiol)
- Castrum Aegyssus (Tulcea)
- Dinogetia
- Istros, Istria, Histria (Schwarzes Meer) (Istria)
- Kallatis, Callatis, Panglicara, Pangalia, Tomisovara, Acervetis (Mangalia)
- Orgame, Argamum
- Tomoi, Tomis, Constantiana (Constanța) an der Schwarzmeerküste

## Russland
- Hermonassa und Phanagoria auf der Taman-Halbinsel an der Straße von Kertsch
- Tanais am Don

## Schweiz
- Ad Fines (Pfyn)
- Acaunum (Saint-Maurice)
- Aquae Helveticae (Baden)
- Arbor Felix (Arbon)
- Augusta Raurica, Raurica (Augst, Kaiseraugst)
- Aventicum (Avenches)
- Basilia (Basel)
- Centum Prata (Kempraten)
- Curia Raetorum (Chur)
- Colonia Julia Equestris, Noviodunos, Noviodunum (Nyon)
- Drusomagnus? (Sitten)
- Genava (Genf)
- Iuliomagus, (Schleitheim)
- Lousanna (Lausanne)
- Kleinkastell Irgenhausen (Irgenhausen)
- Magia (Maienfeld?)
- Octodurus, Forum Claudii Vallensium (Martigny)
- Salodurum (Solothurn)
- Tasgetium (Eschenz)
- Tenedo (Bad Zurzach)
- Turicum (Zürich)
- Urba (Orbe)
- Vindonissa (Windisch)
- Vitudurum (Winterthur)

## Serbien
- Iustiniana Prima
- Navissos (Naissus, Niš)
- Singidunum (Belgrad)
- Sirmium
- Ulpiana (Justiniania Secunda)
- Viminatium

## Spanien
- Acinipo
- Arundo (Ronda)
- Asturica Augusta
- Augustobriga
- Baelo Claudia
- Baetulo
- Cáparra
- Carissa Aurelia
- Carteia
- Carthago Nova
- Castulo
- Castillejos de Alcorrín, phönizische Siedlung, Ausgrabungsstätte nahe Estepona bei Málaga
- Clunia
- Complutum
- Corduba (Córdoba)
- Ebusim (Ibes, Ebusos, Ebusus) auf Ibiza
- Emerita Augusta (Mérida)
- Emporion, Emporiae, Ampurias (Empúries)
- Ercavica
- Gadir, Gades (Cádiz)
- Heptá Adélphia, Septem Fratres, Sabta (Ceuta, spanische Enklave in Marokko)
- Hispalis (Sevilla)
- Ilipa
- Iluro (Hispania Tarraconensis)
- Iptuci
- Iruña-Veleia
- Italica
- Labitolosa
- Lucentum
- Munigua
- Ocillis (Medinaceli)
- Onuba, Onoba (Aesturia), (Huelva)
- Regina Turdulorum
- Segobriga
- Seborge
- Tarraco

## Syrien
- Ad-Dumair
- Aleppo
- Apameia am Orontes
- Bostra (Bosra)
- Damaskus
- Dura Europos
- Dur Katlimmu (Tell Schech Hamad)
- Ebla (Tell Mardikh)
- Emar
- Hama
- Hamoukar
- Harbe, Tell Chuera
- Kadesch, Tell Nebi Mend
- Kapropera (Al-Bara)
- Kyrrhos (Nebi Huri)
- Mari (Stadt)
- Palmyra (Tudmor, Tadmor)
- Qalb Loze
- Qatna
- Ras Ibn Hani
- Resafa, (Sergiopolis)
- Ruweiha
- Shabha
- Sumuru, Sumuri, Samuri, Zemar, Simyra
- Sura
- Tell Halaf
- Telanissos (Deir Seman)
- Tunip
- Tuttul, (Tell Bia)
- Ugarit, (Ras Shamra)
- Zalabiya
- Zenobia, (Halabiya)

## Slowenien
- Poetovio (Ptuj)
- Emona (Ljubljana)
- Celeia (Celje)
- Atrans (Trojane)

## Tunesien
- Bulla Regia (Hammam Daradji)
- Hadrumetum (Sousse)
- Karthago
- Pupput (Hammamet)
- Curubis (Qurba, Kurbah, Korba, Kourba)
- Simitthu (Chimtou, Chemtou)
- Thapsus
- Thysdrus (El Djem)
- Thuburbo Majus
- Thuburbo Minus
- Thugga (Dougga)
- Utica (Tunesien)

## Türkei
- Aigai (Äolis) (Aegae, Aigaiai, Nemrutkale)
- Aigeai (Ayas, Lajazzo, Yumurtalık)
- Aigos Potamoi (Aigos Potamos) in Thrakien
- Ainos (Aenos, Poltimriba, Enez) in Ostthrakien
- Akalissos in Lykien
- Akkale (Kilikien) (Kumkuyu)
- Alabanda in Karien
- Alaca Höyük
- Alinda (Karien)
- Allianoi bei Pergamon in Ionien, Provinz Izmir
- Amaseia, Amasia (Amasya)
- Amikos (Beykoz) in Istanbul
- Amisos, Amis, Gasgalarca, Canik (Samsun)
- Amos bei Kumlubük/Marmaris (Karien)
- Andriake in Lykien
- Antiochia am Orontes (Antakya)
- Antiochia in Pisidien
- Antiphellos in Lykien
- Aperlai in Lykien
- Aphrodisias in Karien (Geyre)
- Apollonia in Karien am Salbakos-Gebirge
- Apollonia in Lykien
- Apollonia in Mysien
- Apollonia in Phrygien
- Aproi (Aprus, Apri) bei Tekirdağ
- Arkadiopolis, Bergula, (Lüleburgaz)
- Ariassos in Lykien
- Arif (Lykien) in Lykien
- Arneai in Lykien
- Arsameia am Nymphaios in Kommagene
- Arslankaya bei Afyonkarahisar
- Arykanda in Lykien
- Aslantaş und Yılantaş (Arslantaş) bei Afyonkarahisar
- Arslantaş (Darende)
- Aşağı Dünya in Kilikien
- Aspendos in Pamphylien
- Assos in der Troas
- Attaleia in Pamphylien (Antalya)
- Athyra (Büyükçekmece)
- Ayathekla bei Silifke in Kilikien
- Balboura, Balbura in Lykien
- Barakçıkale in Kilikien
- Batısandal
- Binbirkilise
- Bisanthe, Rhaedestos, Rodosto (Tekirdağ) am Marmarameer
- Bizye, Byzia (Vize) bei Istanbul
- Blaundos
- Brysis
- Bubon in Lykien
- Bybassos bei Hisarönü Köyü/Marmaris (Karien)
- Byzantion, Konstantinopel (Istanbul)
- Caesarea in Kappadokien (Kayseri)
- Callipolis (Gelibolu, Kallipoli), Halbinsel Gelibolu
- Çanlı Kilise
- Cambazlı in Kilikien
- Cardia, Kardia, Lysimachia, Lysimacheia, Ruine bei Keşan
- Çatalhöyük
- Çatıören
- Cerausos (Giresun)
- Çet Tepe in Kilikien
- Choma (Lykien)
- Chryse (Troas)
- Demirciören (Erdemli) in Kilikien
- Dikitanaura
- Didyma (Didim)
- Doliche
- Doğantepe (Amasya)
- Eflatun Pınar bei Konya
- Elaious, (Elaius)
- Elaiussa Sebaste, (Ayaş (Erdemli))
- Emirzeli in Kilikien
- Ephesos (Selçuk)
- Eskiyapar Höyük
- Euromos in Karien
- Fasıllar bei Konya
- Gagai in Lykien
- Gedelma in Lykien
- Göbekli Tepe bei Şanlıurfa
- Gökburç
- Gökçetoprak
- Gökkale in Kilikien
- Staudamm von Gölpınar, bei Alaca Höyük
- Turm von Gömeç
- Gordion
- Gücük in Kilikien
- Hacıömerli in Kilikien
- Hadrianopolis, Adrianopel, Orestia, Odrysai, Odrin (Edirne) in Thrakien
- Hadrianopolis (Paphlagonien), (Kaisareia Proseilemmene), bei Eskipazar in Kleinasien
- Hadrianopolis in Pisidia in Phrygien o. Lykaonien
- Halikarnassos (Bodrum)
- Hançerli, Ovacık (Silifke) in Kilikien
- Harran, Harrânu, Haran, Carrhae (Karrhai), nahe der Grenze zu Syrien
- Ḫattuša, Yazılıkaya (Boğazkale)
- Hebdomon bei Istanbul, byzant.
- Heraclea Cybistra
- Heraion, zwischen Tekirdağ und Marmara Ereğlisi
- Herakleia am Latmos
- Herakleia Pontike (Bender Ereğli, Karadeniz Ereğli) in Bithynien
- Hıdırlı in Kilikien
- Hierapolis bei Pamukkale
- Hierapolis Kastabala bei Osmaniye
- Hisarın in Kilikien
- Hüseyindede Tepesi
- Hydas am Golf von Schoenus (Karien) (Golf von Hisaronü)
- Iasos (Karien)
- Idebessos in Lykien
- Idyros (Kemer)
- Imbriogon in Kilikien
- İnandıktepe
- Isaura
- Işıkkale in Kilikien
- Isinda (Lykien)
- Isinda in Pisidien
- Issos, Issus, Issuva (Tunceli) Hafenstadt in Kilikien
- Istlada in Lykien
- Kadyanda in Lykien
- Kanytelleis (Kanlıdivane) in Kilikien
- Karabel
- Karakabaklı in Kilikien
- Karaböcülü in Kilikien
- Steinbruch von Karakız
- Karakuş (Kommagene)
- Kardia, Lysimacheia, Lysimachia
- Kaunos in Karien (Dalyan)
- Karkabo in Lykien
- Kaunos in Lykien
- Kelenderis im Rauen Kilikien (Aydıncık)
- Kerasous, Cerasus, Kerasounda (Giresun)
- Keşli, bei Hasanaliler in Kilikien
- Keşlitürkmenli in Kilikien
- Kilise Tepe
- Kınık Höyük
- Kip(h)as, Kephe, Cepha, Ciphas, Heskîf, Hesna/Hesno, Hsenkep, Hesno d-kepo, (Hasankeyf) Provinz Batman am Tigris
- Kiršu, KRŠ (Meydancıkkale)
- Kızılbağ in Kilikien
- Klaros
- Knidos
- Kolophon
- Komana in Kappadokien (Kataonien)
- Komana Pontika (Gümenek)
- Korasion (Atakent) in Kilikien
- Korydalla in Lykien
- Korykos in Kilikien, (Kızkalesi)
- Köşkerli in Kilikien
- Kotenna in Pamphylien, (Menteşbey)
- Kotyora (Altınordu)
- Kyaneai in Lykien
- Kypasis
- Kypsela (İpsala)
- Kyzikos
- Labraunda in Karien
- Lagina in Karien
- Lampsakos (Lapseki)
- Lawazantiya (Elbistan)
- Lebissos in Lykien
- Letoon in Lykien
- Limyra in Lykien
- Loryma Bozukkale (Karien)
- Lysimacheia auf Gallipoli
- Magnesia am Mäander
- Malatya (Meledi)
- Maltaş bei Afyonkarahisar
- Mancınıkkale in Kilikien
- Mastaura
- Mazaka, Eusebia, Caesarea (Kayseri) in Kappadokien
- Melanippe in Lykien
- Mersin
- Metropolis in Ionien nahe Ephesos
- Midasstadt bei Afyonkarahisar
- Milet, Palatia in Karien
- Mopsuestia, Misis, Mamistra, (Yakapınar) in Kilikien
- Mylasa, Milas in Karien
- Myra, Demre, (Kale)
- Nemrut Dağı
- Oinoanda in Lykien
- Öküzlü
- Olympos
- Örendibi in Kilikien
- Oylum Höyük bei Kilis
- Orestia, s. Hadrianopolis in Thrakien
- Pancarlı Höyük
- Panormos in Lykien
- Panormos (Bandırma), Hafenstadt am Marmarameer
- Panormos auf der Thrakischen Chersones
- Panormos, Hafenstadt von Didyma an der Westküste Kleinasiens
- Paslı in Kilikien
- Patara in Lykien
- Pergamon (Bergama)
- Perge in Pamphylien
- Perrhe, Pirin (Adıyaman)
- Phaselis in Lykien
- Phellos in Lykien
- Phoinix (Finike) in Lykien
- Phoinix (Karien)
- Phokaia (Foça) in Ionien
- Pinara in Lykien
- Priene in Karien
- Pydnai in Lykien
- Rhodiapolis in Lykien
- Şamlıgöl in Kilikien
- Šamuḫa (Kayalıpınar) in Kappadokien
- Šapinuwa (Ortaköy)
- Sardes (Sart)
- Šarišša (Kuşaklı) in Kappadokien
- Seleukeia (Silifke) am Kalykadnos
- Seleukeia (Pamphylien)
- Selge (Pisidien)
- Selinus (Kilikien)
- Sesönk, Dikilitaş (Besni)
- Sidyma in Lykien
- Siebenschläferhöhle von Ephesos
- Sillyon in Pamphylien
- Simena (Kaleköy)
- Sinekkale in Kilikien
- Sinope (Sinop)
- Stratonikeia
- Smyrna in Ionien (Izmir)
- Tumuli von Sofraz, Üçgöz
- Athenarelief von Sömek
- Sumatar (Yağmurlu (Şanlıurfa))
- Sura (Lykien)
- Syrna bei Bayır (Karien)
- Tarsos, Tarsus (Tarsus (Türkei))
- Tavşan Adası (Aydın)
- Teimioussa in Lykien
- Tekkadın
- Tlos in Lykien
- Tragalassos in Lykien
- Trapezous, Trapezunt, (Trabzon) an der südl. Schwarzmeerküste
- Troja
- Trysa in Lykien
- Türkmenuşağı in Kilikien
- Tušpa, Toprakkale, (Van)
- Tyberissos in Lykien
- Tymnos bei Bozburun (Karien)
- Üçayaklı in Kilikien
- Urfa, Edessa, Orhay, Antiochia Kallirhoe, Aurelia Antonia, Opellia Macriana, Alexandria (Şanlıurfa)
- Xanthos (Stadt)
- Yanıkhan in Kilikien
- Yapısıgüzel in Kilikien
- Yeğenli in Kilikien
- Yeniyurt Kalesi in Kilikien
- Yesemek im Hatay
- Yumruktepe

## Ukraine
- Borysthenes, Berezan (Beresan (Insel))
- Chersonesos, Herakleia, (Chersones)
- Skiluros, Olbia, (Parutyne)
- Kalamita, Achtiarom, Akyar, Sebastopolis, (Sewastopol)
- Kallipodia
- Kalos-Limen, (Tschornomorske)
- Kareon, Careon auf der Halbinsel Kertsch
- Kerkintida, (Jewpatorija)
- Myrmikon, Mirmekion auf der Halbinsel Kertsch
- Neapolis Skythika, Aqmescit, nahe Simferopol
- Nimpheion, Nymphaion (Krim)
- Pantikapaion, Bosporus, (Kertsch)
- Phanagoreia
- Sindikos Limen, Anapa
- Symbolon, Cembalo, Tschembalo, (Balaklawa)
- Theodosia (Feodossija)
- Tyras, Asprokastron, Maurokastron, Maurocastrum, Moncastrum, Akkerman, Belogorod, (Cetatea Albă, Bilhorod-Dnistrowskyj, Білгород-Дністровський)

## Ungarn
- Aquincum (Budapest)
- Arabona (Győr)
- Burgus Bölcske
- Burgus Budakalász-Luppa csárda
- Burgus contra Florentiam
- Burgus Dunakeszi
- Burgus Dunakömlőd
- Burgus Esztergom-Szentgyörgymező 1
- Burgus Hatvan-Gombospuszta
- Burgus Leányfalu
- Burgus Máriakálnok-Országúti-dűlő
- Burgus Őcsény-Soványtelek
- Burgus Pilismarót-Malompatak
- Burgus Szentendre-Dera
- Burgus Szentendre-Hunka
- Burgus Szigetmonostor-Horány
- Burgus Szob
- Burgus Tahitótfalu-Balhavár
- Burgus Verőcemaros-Dunamező
- Burgus Visegrád-Lepence
- Castra ad Herculem
- Colonia Claudia Savaria
- Contra Aquincum
- Kastell Budapest-Albertfalva
- Kastell Crumerum
- Kastell Dunaszekcső
- Kastell Ad Flexum
- Kastell Ad Statuas (Várdomb)
- Kastell Ad Statuas (Ács-Vaspuszta)
- Kastell Ad Mures
- Kastell Almásfüzitő
- Kastell Baracspuszta
- Kastell Dunabogdány
- Kastell Dunakömlőd
- Kastell Esztergom
- Kastell Esztergom-Hideglelőskereszt
- Kastell Göd-Bócsaújtelep
- Kastell Intercisa
- Kastell Nagytétény
- Kastell Matrica
- Kastell Mohács-Kölked
- Kastell Őcsény-Szigetpuszta
- Kastell Szekszárd
- Kastell Szentendre
- Kastell Tolna
- Kastell Tokod
- Kastell Vetus Salina
- Kleinkastell Visegrád-Gizellamajor
- Kastell Visegrád-Sibrik
- Kleinkastell Kisoroszi
- Legionslager Brigetio
- Brigetio (Municipium)
- Savaria (Szombathely)
- Scarbantia (Sopron)
- Sopianae (Pécs)
- Transaquincum

## Zypern
- Alambra
- Alassa
- Amathous
- Chirokitia
- Enkomi
- Friedhof Vounous-Bellapais
- Hala Sultan Tekke
- Idalion
- Kalavasos-Ayios Dhimitrios
- Kissonerga-Mosphilia
- Ktima, Pano Paphos
- Kition, Citium Larnaka
- Lemba-Lakkous
- Neapaphos (mykenische Gründung)
- Nitovikla
- Paphos mit Alt-Paphos (Palaia Paphos) und Ktima (Pano Paphos)
- Pyla-Kokkinokremmos
- Salamis
- Sinda
- Tamassos
- Tenta